# لنه کابربول
لنه کابربول (انگلیسی: Lene Kaaberbøl؛ زادهٔ ۲۴ مارس ۱۹۶۰) نویسنده اهل دانمارک است.